# Bust Your Windows
«Bust Your Windows» es el segundo sencillo de la cantante y compositora Jazmine Sullivan desde su álbum debut Fearless. Estaba disponible como descarga digital en Amazon.com en los EE. UU. en el 16 de septiembre de 2008. Fue luego lanzado como un CD promocional el 15 de noviembre de 2008.

## Canciones

### US 12" Vinyl
(88697-42906-1; Released: 2008)
1. "Bust Your Windows" (Main Mix) - 3:43
2. "Bust Your Windows" (Instrumental Versión) - 3:43
3. "Bust Your Windows" (Remix Ft. The-Dream) - 3:49

### Australia CD
1. "Bust Your Windows" (Main Mix) - 3:43
2. "Need U Bad" (Remix Ft. The-Dream) - 3:49

## Créditos
- Escrita: por Jazmine Sullivan, Salaam Remi, DeAndre Way
- Producido por: Salaam Remi
- Grabado en: Phantom Bot Studios, Los Ángeles, Instrumental Zoo, Miami
- Arreglos orquestales: Stephen Coleman
- Instrumentos: Vincent Henry, Salaam Remi, Ron Feuer
- Voz de respaldo: Jazmine Sullivan

## Lista musicales
| Listas (2008)                        | Pico de posiciones |
| ------------------------------------ | ------------------ |
| U.S. Billboard Hot 100               | 31                 |
| U.S. Billboard Hot R&B/Hip-Hop Songs | 4                  |
| U.S. Billboard Hot Adult R&B Songs   | 22                 |

## Lanzamiento
| Región         | Fecha                    | Formato   | Discográfica                  |
| -------------- | ------------------------ | --------- | ----------------------------- |
| Estados Unidos | 16 de septiembre de 2008 | Digital   | J Records, Puppy Love, Arista |
| Estados Unidos | 15 de noviembre de 2008  | 12" Vinyl | J Records, Puppy Love, Arista |